# 坪河乡 (安岳县)
坪河乡，是中华人民共和国四川省资阳市安岳县曾经下辖的一个乡。2019年12月，撤销坪河乡，将其所属行政区域划归永清镇管辖。

## 行政区划
坪河乡撤销前下辖以下地区：
盐房村、天公村、集灵村、龙堡村、海印村、梅子村和中咀村。